# Hummel International
Hummel A/S – duńska firma odzieżowa produkująca sprzęt sportowy (stroje, obuwie).
Firma powstała w 1923 w Hamburgu jako Messmer & Co. Jej założycielami byli Michael i Albert Ludwig Messmerowie. Firma jako pierwsza wprowadziła na rynek korki piłkarskie – w 1927 roku pojawia się model „hummel” od którego później firma zyska swoją obecną nazwę. W 1964 roku Hummel podpisuje najdłuższą w historii (trwającą do dziś) umowę sponsorską z GWD Minden, natomiast w 1968 pierwszą umowę z klubem 2. Bundesligi MSV Duisburg.
Rok 1974 jest kolejnym przełomowym w historii marki. Od tego czasu zaczynają się trwające sześć następnych lat przenosiny z RFN do Danii. Chociaż Hummel jest marką kojarzoną z piłką ręczną, w strojach jej produkcji grają również piłkarze nożni, siatkarze, koszykarze, a od 2016 roku również hokeiści reprezentacji Polski i GKS Tychy. Hummel wytwarza również stroje na potrzeby innych sportów – piłki nożnej, futsalu, rugby czy siatkówki. W 2016 roku Hummel jako pierwsza firma na rynku wprowadził specjalną odzież typu base layer dla kobiet z krajów muzułmańskich, zakrywający włosy i jednocześnie zapewniający komfort podczas wysiłku fizycznego. Innowacja została wprowadzona z racji tego, że Hummel jest partnerem technicznym reprezentacji piłkarskiej (kobiet i mężczyzn) Afganistanu.

## Reprezentacje narodowe sponsorowane przez hummel
- Dania (piłka nożna kobiet i mężczyzn)
- Afganistan (piłka nożna kobiet i mężczyzn)
- Sierra Leone (piłka nożna mężczyzn)
- Litwa (piłka nożna mężczyzn)
- Macedonia Północna (piłka ręczna mężczyzn)

## Kluby sportowe sponsorowane przez hummel Polska
- GKS Tychy (piłka nożna, koszykówka, hokej na lodzie, od sezonu 2016/2017)[5]
- Raków Częstochowa (piłka nożna, sezon 2019/2020)
- Developres Rzeszów (siatkówka, OrlenLiga kobiet)
- Polski Cukier Muszynianka Muszyna (siatkówka, OrlenLiga kobiet)
- AZS Łączpol AWFiS Gdańsk (piłka ręczna, PGNiG Superliga kobiet)
- UKS PCM Kościerzyna (piłka ręczna, PGNiG Superliga kobiet)
- Energa Koszalin (piłka ręczna, PGNiG Superliga kobiet)
- KPR Kobierzyce (piłka ręczna, PGNiG Superliga kobiet)
- Kram Start Elbląg (piłka ręczna, PGNiG Superliga kobiet)
- Chrobry Głogów (piłka ręczna, PGNiG Superliga mężczyzn)
- Sandra Spa Pogoń Szczecin (piłka ręczna, PGNiG Superliga mężczyzn)
- PGE Vive Kielce (ponownie od sezonu 2017/2018)
- Effector Kielce (siatkówka, PlusLiga mężczyzn)
- Zagłębie Sosnowiec (piłka nożna)
- Grunwald Poznań (hokej na trawie)
- AGO Gaming (e-sport, Counter-Strike: Global Offensive)
- Garbarnia Kraków (piłka nożna, od sezonu 2018/2019)[6]
- Górnik Zabrze (piłka nożna, od sezonu 2020/2021)[7]
- Motor Lublin (piłka nożna, od sezonu 2022/2023)[8]
- Polonia Warszawa (piłka nożna, od sezonu 2021/2022)[9]